# 板敷峠
板敷峠（いたじきとうげ）は、茨城県桜川市と石岡市の境にある標高90mの峠。筑波山地北部に掛かる峠の一つで、西側の筑波連山と東側の山塊を区分している。板敷山の西側に位置し、県道64号土浦笠間線・140号西小塙石岡線が南北に走っている。
かつて浄土真宗の開祖である親鸞を快く思っていない山伏弁円とその弟子たちは、彼を殺害しようと板敷峠で待ち伏せをしたが果たせなかった。この事件は「関東教化中法難」と呼ばれ、後に弁円は親鸞に帰依した。この事件が起こった標高112mの旧峠は、板敷山の東側に位置し、また、その時弁円たちが祈願を込めた護摩壇跡が板敷山に残されている。